# 鞠维松
鞠维松（1970年12月26日—），山东省文登市人，中国著名篮球运动员，曾效力于山东篮球队。
身高180cm。4次荣获中国CBA篮球联赛抢断王称号，个人保持中国男子篮球联赛单场抢断13次的记录。曾与巩晓彬，纪敏尚共同组成叱咤国内篮球赛场的山东“三驾马车”。